# Det arabiske kongedømme Syrien
Det arabiske kongedømme Syrien (arabisk: arabisk: المملكة العربية السورية; al-Mamlakah al-ʿArabiyyah as-Sūriyyah) var den første arabiske stat i Mellemøsten.
Kongedømmet eksisterede kun et par måneder i 1920, men det kom til at få en varig indflydelse på den arabiske verden. Kongedømmet blev ledet af Sharif Husayns søn, Fayṣal ibn Ḥusayn, som var en af heltene fra araberopstanden mod det osmanniske rige og som senere blev konge af Irak. Statsministeren var Hashim al-Atassi. Kongedømmet blev erobret af Frankrig i den fransk-syriske krig og omgjort til mandatområde under Folkeforbundet.
33°30′47″N 36°17′31″Ø / 33.5131°N 36.2919°Ø